# رالي البرتغال 2019
رالي البرتغال 2019 هو سباق رالي أقيم في الفترة من 30 مايو إلى 2 يونيو 2019 في ماتوسينهوس، محافظة بورتو. تكون الرالي من 20 مرحلة. فاز أوت تاناك ببطولة السائقين.